# サービト・ダーモッラー
サービト・ダーモッラー（中国語: 沙比提大毛拉、Sabit (Sawut) Damulla Abdulbaqi、1883年 - 1934年）は、金樹仁の新疆省政府、後にウイグル人指導者ホージャ・ニヤーズに対するホータンの反乱を率いたウイグル独立運動の指導者である。
1933年11月12日から1934年5月に民国に倒されるまで続いた短命政権東トルキスタン・テュルク・イスラーム共和国の唯一の首相として広く知られる。

## 前半生
サービト(サーウト)・ダーモッラー・アブドゥルバキは1883年に新疆カシュガル付近のアルトゥシュに生まれ、そこで宗教教育を受けた。1920年代、ウルムチの新疆俄文法政専門学校を卒業した。楊増新が1924年に創設したこの学校は、後の新疆大学であり、もともと中国語とウイグル語とロシア語で講義していた。卒業後は中東のエジプトやトルコやサウジアラビアを訪れた。またソ連に行きそこで学業を継続した。この遊学でトルコ語や英語などの言語を学んだ。1932年、インドを通って新疆に戻り、そこでエミール・ムハンマド・アミーン・ブグラのホータン地方での反乱の準備に加わった。サービトはイスラーム世界が新疆の汎テュルク運動の支援に興味が無いのを見て取ると、列強へ向かった。

## 建国
1933年2月、新疆の墨玉やホータン一帯で新疆省主席金樹仁に対する反乱が発生した。ムハンマド・アミーン・ブグラは“ホータン臨時政府”（後の東トルキスタン共和国）を設立させ、自らをパシャとした。1933年11月12日から1934年2月6日の間、サービト・ダーモッラーはカシュガルの短命政権東トルキスタン・テュルク・イスラーム共和国(Turkish Islamic Republic of East Turkestan(TIRET))の首相に選ばれた。サービト・ダーモッラー・アブドゥルバキは共同政府の「ウイグル共和国」の名を望んだが、ムハンマド・アミーン・ブグラは新疆に広い反中国人かつ反ドンガン人前線を作る為に、すべてのテュルク系民族は「ウイグル」ではなく「テュルク」と呼ばれるべきだとしてそれに反対した。サービト・ダーモッラーは、エミール・ムハンマド・アミーン・ブグラとともに宣言したように、1933年3月16日のホータンの独立政府の創設に味方していた。 8月、サービトはカシュガルへ行き、アミーンとともに疏附（カシュガル回城）を攻略し、ホータンやカシュガルの体部分を支配した。その後サービト・ダーモッラーは英国駐カシュガル領事館につねに出入りして、イギリスに対しイスラーム国家の建国の支援を求めるようになった。そしてこの政府は、「東トルキスタン独立連合」(Eastern Turkestan Independence Associatio)を通してカシュガルからアクスへ支配を拡大した。11月12日夜、アミーンやサービトらは会議を開いて、東トルキスタン・イスラーム共和国の建国を宣言し、ハミ出身で1931年のハミ暴動の指導者であるホージャ・ニヤーズを総統に推挙し、サービトは首相となった。この会議を汎テュルク主義者は“民族の夜”と呼ぶ。

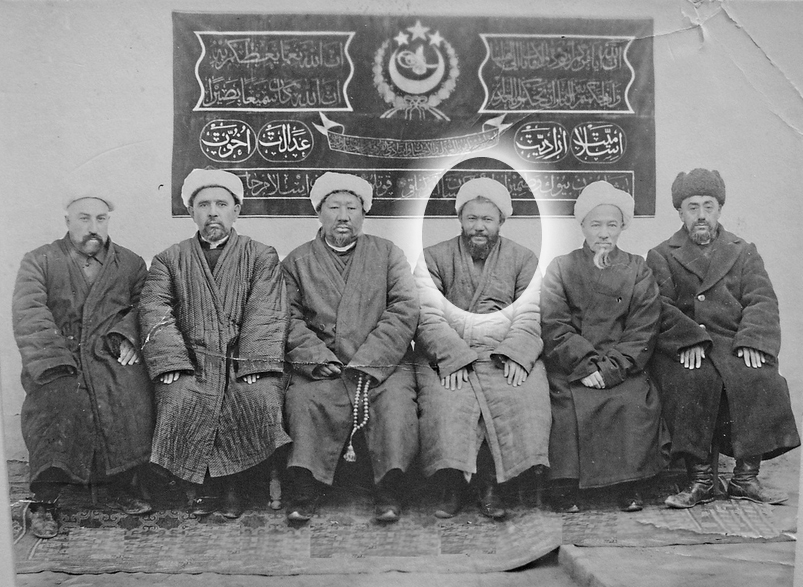
サービト・ダーモッラー首相 (丸の中)

## 死
1934年2月5日、馬仲英の部下zh:馬福元と馬占倉はカシュガル行政長の馬紹武とともに疏附を攻略して、東トルキスタン政権は瓦解した。サービトはヤルカンドへ逃亡した。5月、しかし省政府のホージャ・ニヤーズに捕らえられてウルムチへ移送され、そこで処刑された。
最近の資料によれば、アブドゥルバキはアクスでホージャ・ニヤーズに捕らえられ、支配者の盛世才の元へ送られた。彼は1934年ウルムチで絞首刑となった。後の資料の主張によれば、彼は盛によってウルムチで監禁され、そこで翻訳能力と引き換えに独房の状態を改善してもらった。国民党将校のen:Liu Bin-Diのような同じ中国イスラーム教徒(en:Chinese Muslims参照)が、コーランやその他のアラビア語や中国語のイスラーム文献を与えてウイグル語に翻訳させていた。 (中国におけるイスラーム教の確立は、650年のカリフウスマーンによる唐の高宗へのコーランの送付に由来し、ムハンマドの最初の教友の一人であるサアド・イブン・アビー・ワッカースen:Sa'ad ibn Abi Waqqasが使節長であった。) Liuはウルムチからイリ地方の平定のために特派されていたが、しかし彼は遅すぎた。  この仕事が終わったかどうかは定かではないが、 Liu Bin-Di本人も1944年11月グルジャの反乱の最中に射殺され、こうして1944年11月12日に第二次東トルキスタン共和国が成立した。

## 注
1. ↑  Andrew D. W. Forbes (1986). Warlords and Muslims in Chinese Central Asia: a political history of Republican Sinkiang 1911-1949. Cambridge, England: CUP Archive. p. 84. ISBN 0-521-25514-7 2010年6月28日閲覧。
2. ↑  Institute of Muslim Minority Affairs (1982). Journal of the Institute of Muslim Minority Affairs, Volumes 4-5. King Abdulaziz University. p. 299 2010年6月28日閲覧。

## 参照
- Mark Dickens  "The Soviets in Sinkiang (1911-1949)".  USA, 1990
- Michael Zrazhevsky " Russian Cossacks in Sinkiang ".  Almanach " Third Rome ", Russia, Moscow, 2001
- 張大軍、1970、《新疆風暴七十年》、台北：蘭溪出版社
- 新疆維吾爾自治區民族研究所編，1978、《新疆簡史》、ウルムチ：新疆人民出版社